# Loch Indaal

Carte d'Islay

Le Loch Indaal (ou Lochindaal) est un loch marin, sur l'île d'Islay, au large de la côte ouest de l'Écosse. Avec le Loch Gruinart au nord, il a été formé par la faille du Loch Gruinart, qui est une branche de la Great Glen Fault.
Sur la rive nord-ouest du loch, se trouvent les villages de Bruichladdich et Port Charlotte. Sur celle nord-est le petit village de Bridgend et au sud-est la capitale de l'île, Bowmore.
La nuit, les lumières des villages le long des trois rives du loch ont inspiré la célèbre chanson populaire The Lights of Lochindaa de Iain Simpson.
Au sud de Bowmore, le littoral est constitué d'une plage de sable de près de dix kilomètres de long qui s'étend jusqu'à Kintra. Cette plage, connue sous le nom de Grand Strand, est très populaire auprès des vacanciers et la population locale durant l'été.

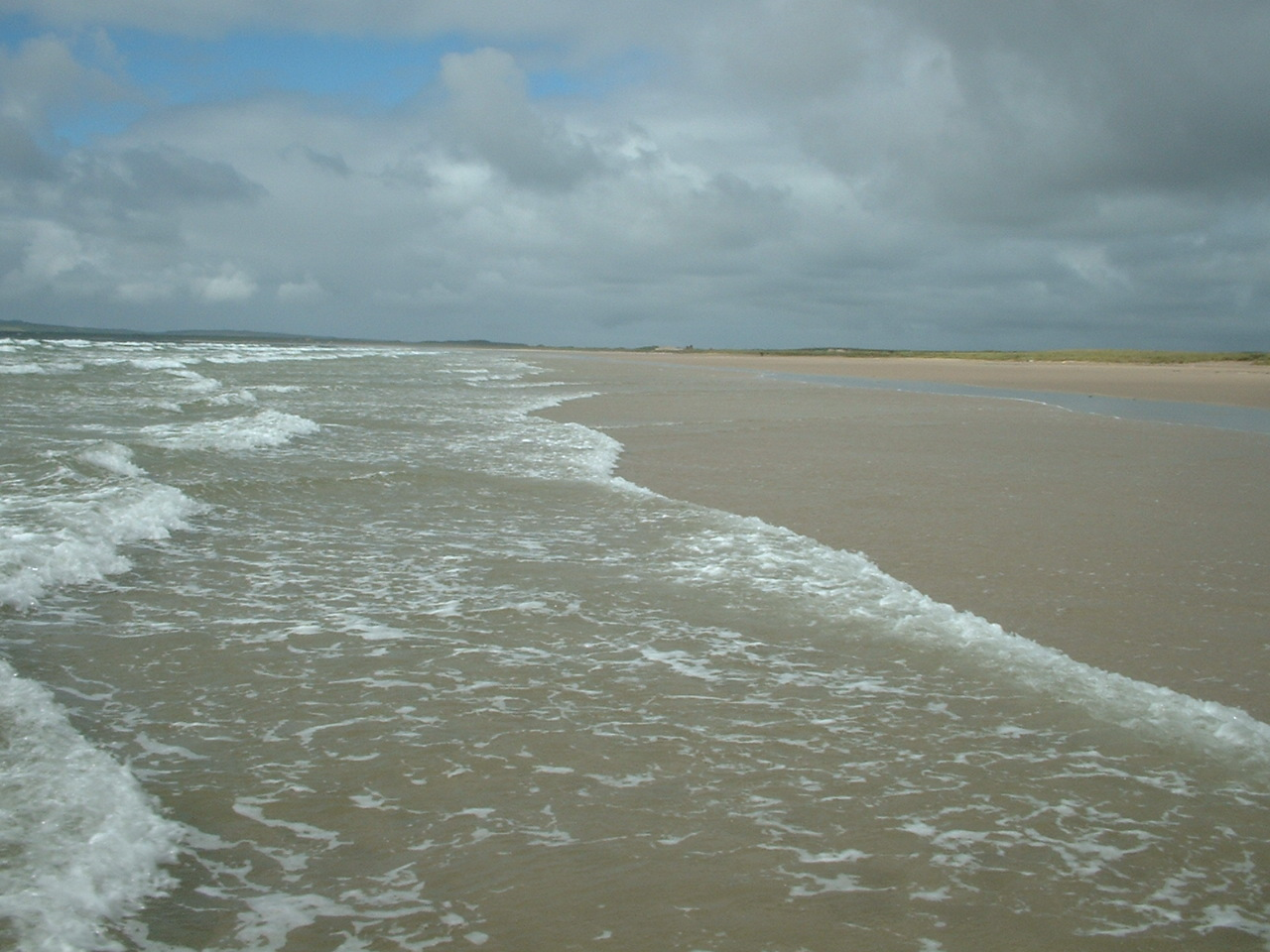
Le Big Strand